# سلمرود
سلمرود یک روستا در ایران است که در دهستان خوارتوران شهرستان شاهرود واقع شده‌است. سلمرود ۳۸۹ نفر جمعیت دارد.